# Sabina (bướm nhảy)
Sabina là một chi bướm ngày thuộc họ Bướm nâu.

## Hình ảnh

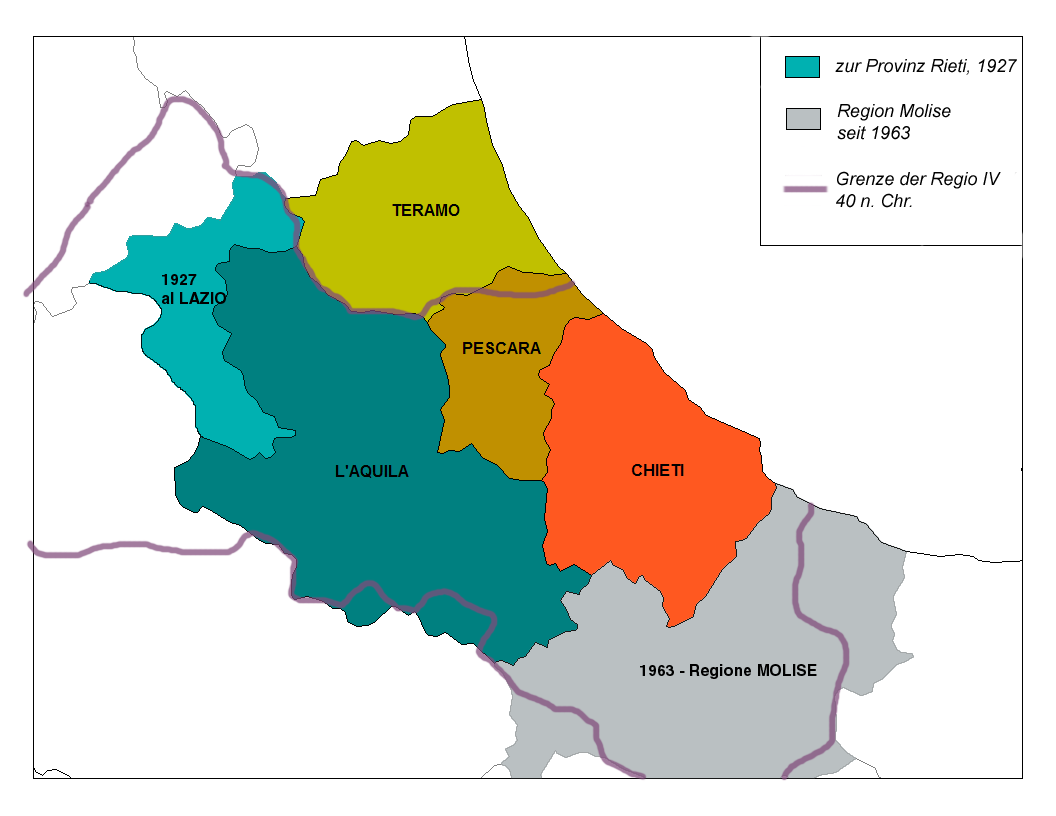
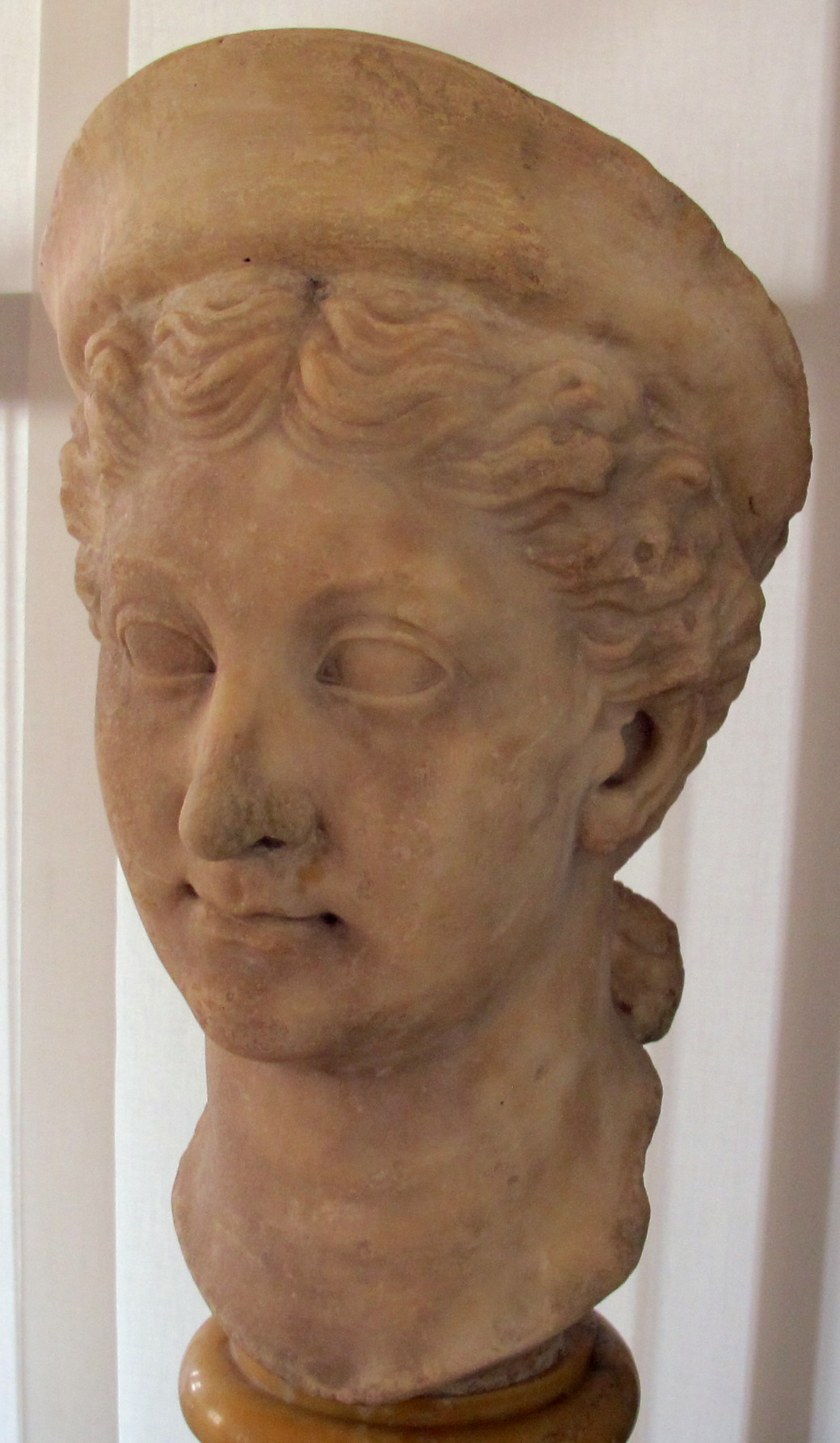
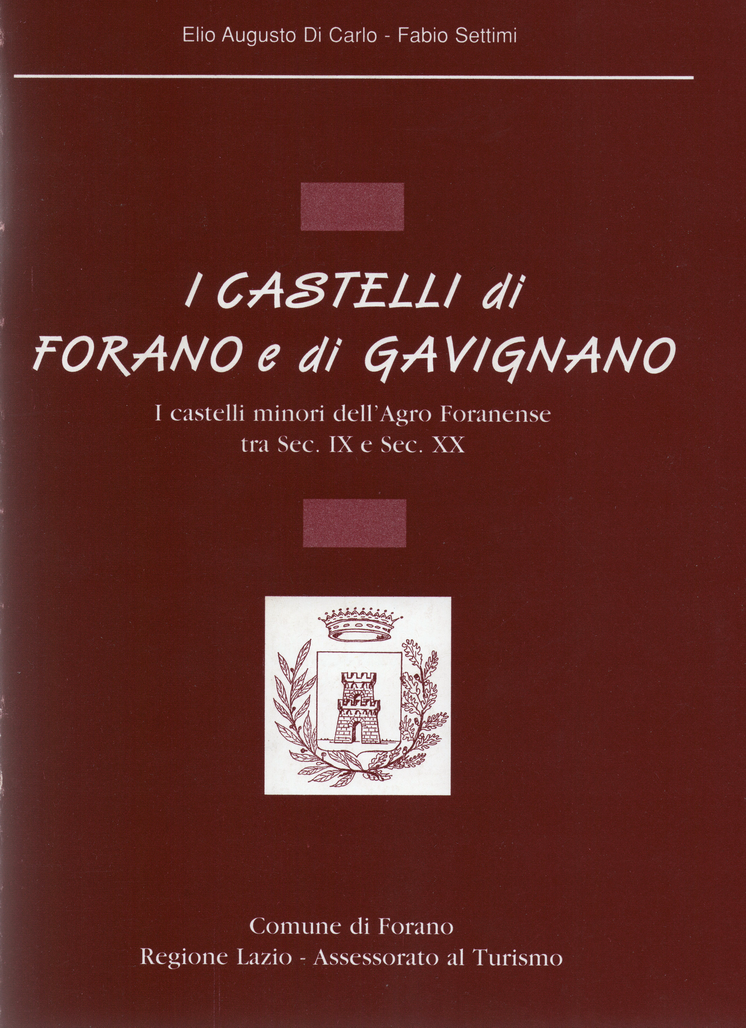
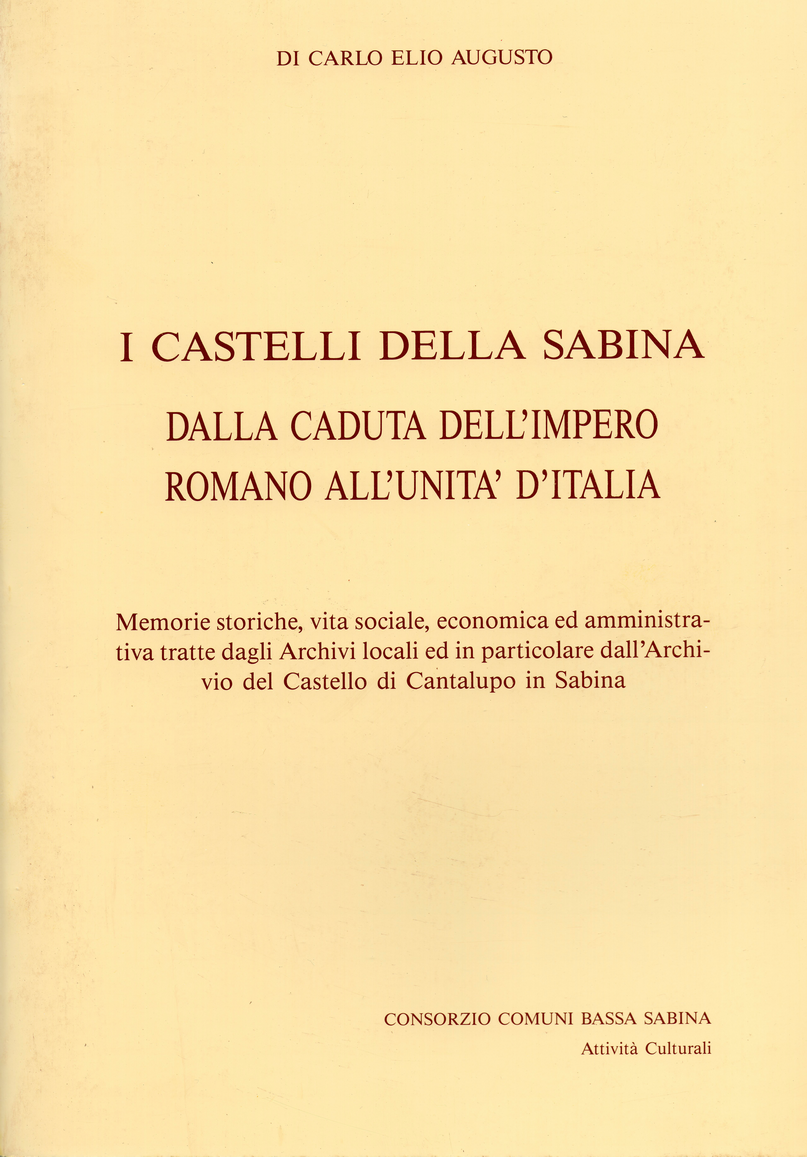